# PGC 199006
LEDA/PGC 199006 ist eine Galaxie im Sternbild Fornax am Südsternhimmel. Sie ist schätzungsweise 478 Millionen Lichtjahre von der Milchstraße entfernt und hat einen Durchmesser von etwa 105.000 Lichtjahren.
Im selben Himmelsareal befinden sich u. a. die Galaxien PGC 8936, PGC 8943, PGC 95305, PGC 132981.